# Santa Rosa, San Juan Ñumí
Santa Rosa är en ort i Mexiko.   Den ligger i kommunen San Juan Ñumí och delstaten Oaxaca, i den sydöstra delen av landet, 270 km sydost om huvudstaden Mexico City. Santa Rosa ligger 2 197 meter över havet och antalet invånare är 455.
Terrängen runt Santa Rosa är kuperad, och sluttar söderut. Runt Santa Rosa är det glesbefolkat, med 8 invånare per kvadratkilometer. Närmaste större samhälle är Heroica Ciudad de Tlaxiaco, 14,6 km söder om Santa Rosa. I omgivningarna runt Santa Rosa växer huvudsakligen savannskog.